# Pseudosporochnales
Pseudosporochnales Emberger  es un orden de 
Pteridophyta con, al menos, 11 géneros conocido a partir de los restos fósiles aparecidos en sedimentos desde el Eifeliense al Misisípico, de mediados del Devónico a principios del Carbonífero. El orden está representado en yacimientos de Alemania, Australia, Francia, Bélgica, Estados Unidos, Noruega, Reino Unido, República Checa y Venezuela.
Los representantes de este orden probablemente fueron los primeros vegetales de porte arbóreo  formadores de bosques. Su tallo principal era un largo tronco o fuste con ramificaciones laterales insertadas helicoidalmente y que sólo se conservaban en su corona. Su sistema radicular no es del todo conocido aunque probablemente estaba formado por raíces adventicias como se sabe con certeza que ocurría en Calamophyton y Pietzschia.

## Morfología
Los restos fósiles de los representantes del orden Pseudosporochnales son muy incompletos por razones tafonómicas y debido al gran porte que alcanzaron estos vegetales sus restos han aparecido fraccionados. Se conocen principalmente por sus fustes y en muy pocos géneros se han podido relacionar este fuste con las ramificaciones o el sistema radicular.
El eje principal está formado por un tronco erecto con un fuste de longitud variable entre los 3 metros en Pseudosporochnus, el género más pequeño, hasta los más de 8 metros en los ejemplares de mayor enbergadura del género Wattieza o Pietzschia. El diámetro del tronco era también variable con desde poco más de un metro hasta los 13 a 15 centímetros de diámetro y en los restos de mayor longitud se ha observado que este diámetro decrecía desde la base hasta el ápice. Según lo observado en algunos especímenes del género Calamophyton el tronco podía dividirse dicótomamente aunque parece ser que éste era un rasgo excepcional.
En el eje principal se encontraban insertadas de forma helicoidal unas ramificaciones laterales muy numerosas que se perdían con la madurez, permaneciendo únicamente las ramificaciones más jóvenes en la zona distal formando una corona a modo de penacho y un tronco desnudo con cicatrices de inserción en algunos casos. Las ramificaciones laterales vegetativas poseían patrones característicos de crecimiento y diferenciación y estructuras filiformes terminales análogas en función a hojas o simples engrosamientos con función fotosintética. Las ramificaciones fértiles, conocidas en pocos géneros, portaban pares de esporangios en cortas ramificaciones terminales curvadas y solían ocupar la zona distal de la corona.
En su unión al sustrato se ha observado en el tallo un notable ensanchamiento o bulbo basal con irregularidades tisulares en muchos casos y una inserción en el sustrato en forma cónica invertida, bulbosa o plana. Según lo observado en los ejemplares mejor conservados de Lorophyton, Pietzschia y Calamophyton estos géneros poseían un sistema radicular con numerosas raíces adventicias de pequeño diámetro y longitud máxima no determinada nacidas a partir de la zona bulbosa del tallo. Dado lo incompleto de la información fósil del grupo la posesión de raíces adventicias no es considerada aún un carácter diagnóstico del orden Pseudosporochnales.
Dada la gran altura desarrollada por estos vegetales se considera que fue necesario que éstas desarrollaran un sistema de refuerzo de su tallo basado, como en las especies actuales de por arbóreo, en la lignificación de su xilema. Según los modelos desarrollados por Berry y Fairon-Demaret (2002) los fustes habrían desarrollado un proceso de lignificación a partir del xilema secundario similar al presente en gimnospermas y angiospermas actuales y que ya poseían estos vegetales. Sin embargo en ejemplares muy bien conservados de los géneros Polyxylon y Pietzschia se ha observado un sistema vascular formado por un protoxilema exarco formador de un xilema primario radial muy consistente y un xilema secundario escasamente desarrollado. A la luz de estas características Marco Vecoli et al. (2010) creen que el crecimiento en grosor de Pseudosporochnales sería responsabilidad de tejidos vasculares primarios. De este modo el grosor de los tallos era adquirido durante el crecimiento en altura, de forma que los máximos diámetros de la parte baja del fuste ya estarían presentes desde los primeros momentos de desarrollo, y no existiría un crecimiento secundario posterior o al menos no un crecimiento significativo.
Distribución temporal de los géneros pertenecientes al orden Pseudosporochnales.